# Massimo Sansavini
Massimo Sansavini (Forlì, 8 luglio 1961) è uno scultore italiano.

## Biografia
Si è diplomato presso il liceo artistico "Pier Luigi Nervi" e successivamente all'Istituto per il Mosaico "Gino Severini" di Ravenna e all'Accademia di Belle Arti di Ravenna. Le sue basi artistiche si formarono agli inizi degli anni Ottanta, attraverso lo studio, la ricerca e l'esperienza personale, rivolta alla conoscenza e all'utilizzo del legno associato a lacche e resine industriali.
Iniziò la sua ricerca artistica partendo dall'uso del mosaico.
L'uso del legno come tassello di mosaico è un chiaro riferimento alla tradizione ravennate, ma anche a maestri del passato quali Giacomo Balla, Fortunato Depero, Enrico Baj e Bruno Munari.

## Esposizioni

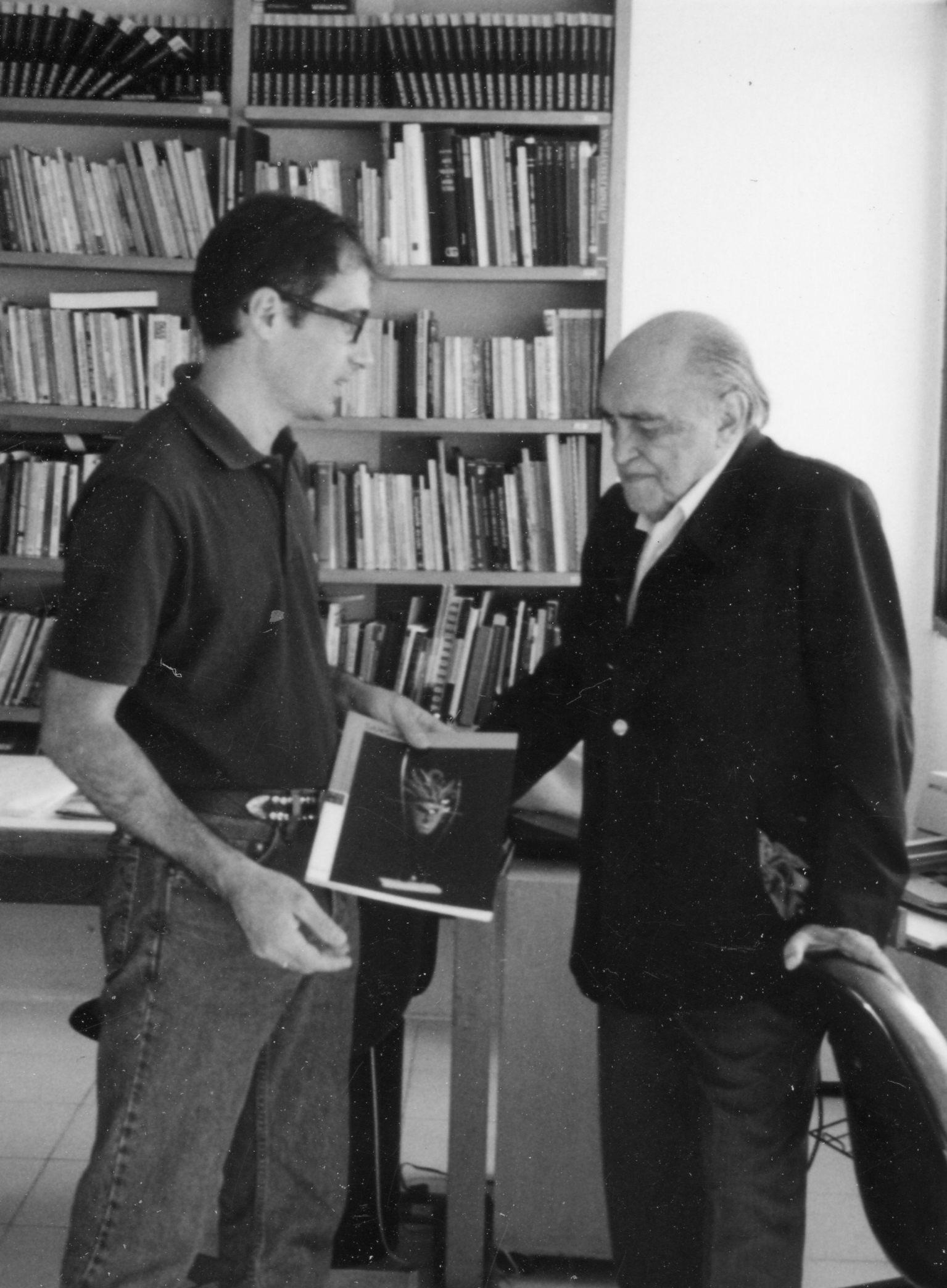
Sansavini con Oscar Niemayer a Rio De Janeiro nel 1999

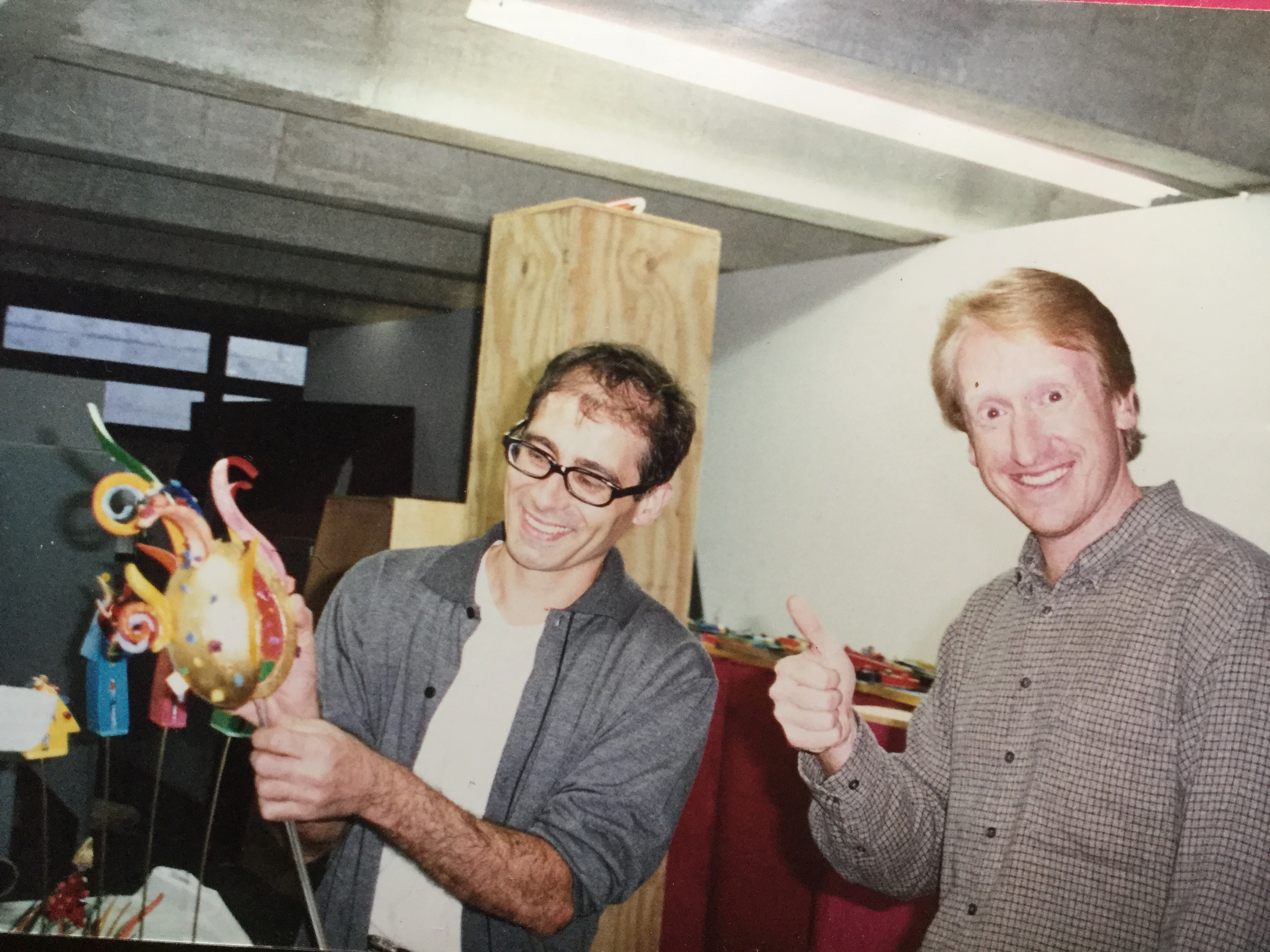
Sansavini con Mike Belzer a San Paolo nel 1999

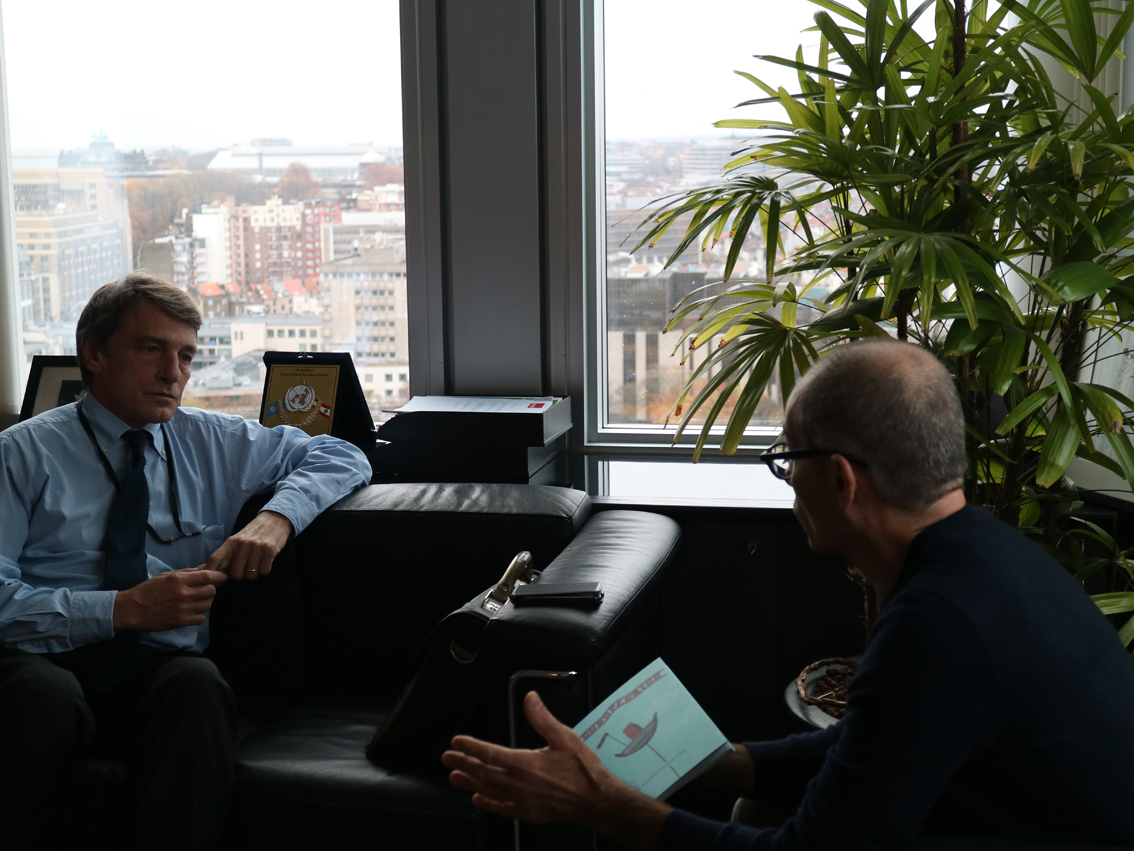
Sansavini con David Sassoli nel 2016

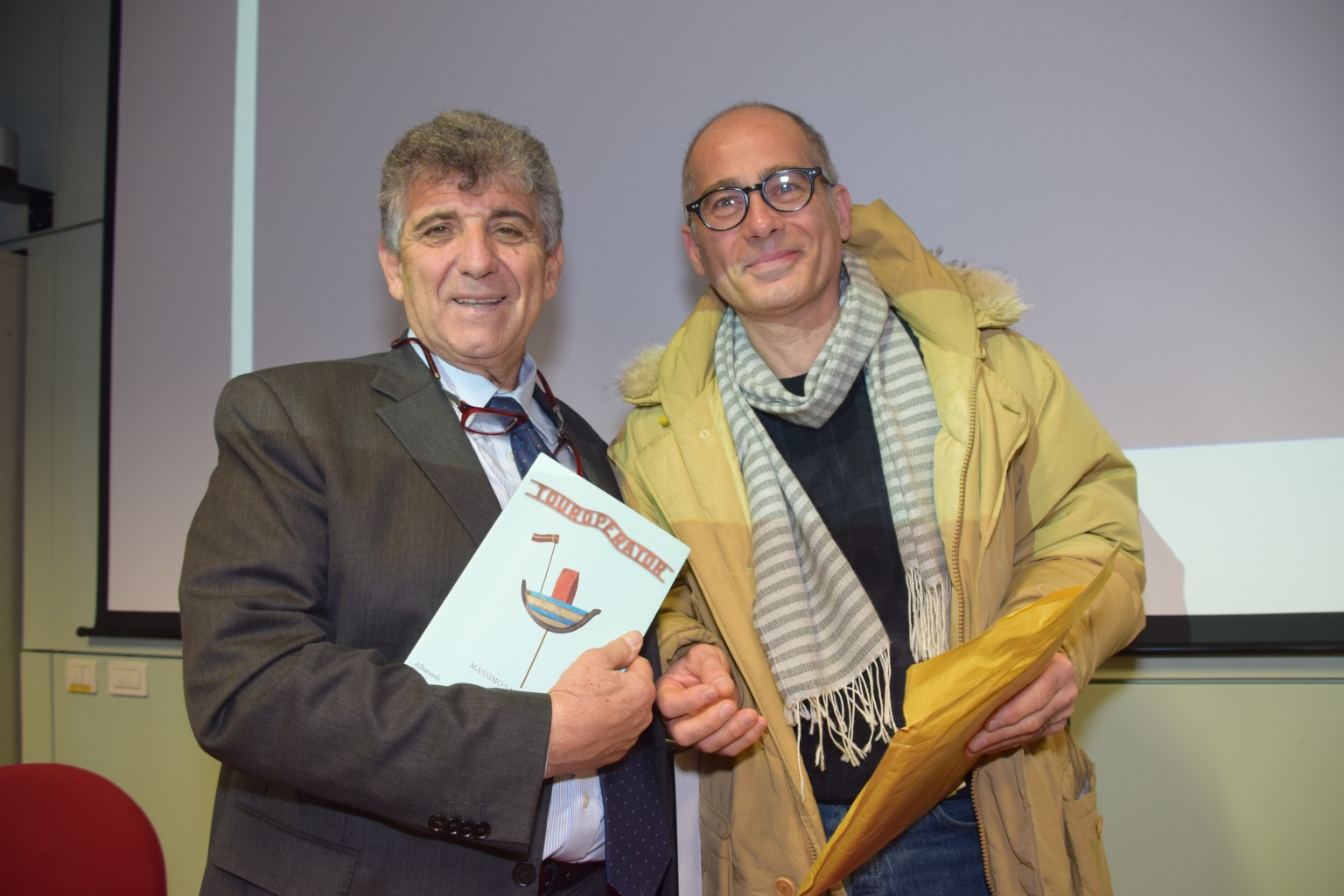
Sansavini con Pietro Bartolo nel 2020

Numerose le esposizioni che lo hanno portato all'estero in vari musei. Dal 1999 soggiornò per tre anni in Brasile ed espose al Museu Brasilero da Escultura, al Museu Nacional de Belas Artes su invito di Oscar Niemeyer, presso la sede dell'Ambasciata Italiana a Brasilia e al Museu da Ciencia e da Tecnicas di Porto Alegre.
In Italia venne inserito nella mostra "Da Picasso a Botero", esposta nel 2004 al Museo civico di Arezzo curata da Vittorio Sgarbi.
Nel 2006 il Ministero degli Affari Esteri promosse una sua esposizione itinerante presso gli Istituti Italiani di Cultura in Germania ad Amburgo, Wolfsburg, Berlino e alla Kunsthalle di Norimberga. Le esposizioni tedesche, dal titolo Neverland, furono accompagnate da un catalogo stampato da Gangemi Editore.
Utilizza nuovi materiali nella scultura contemporanea impiegando resine e gomme industriali.
A partire dalla stagione televisiva 2004-2005 Sansavini collabora con i programmi In famiglia e Piazza Grande, diretti per Rai 2 dal regista Michele Guardì, realizzando varie scenografie tra cui quella dell'oroscopo di Paolo Fox. 
Si è occupato di moda e design, fornendo i propri disegni per la realizzazione della collezione di moda Primavera Estate Donna per la Maison Enrico Coveri presentati alla settimana della moda di Milano nel 2008, con gli stessi disegni sono stati realizzati complementi e mobili imbottiti presentati in occasione del Salone del Mobile di Milano nel 2009, nello stesso anno è stato inserito nella mostra celebrativa sul Futurismo "Futurismo nel suo centenario la continuità" realizzata a Cavallino presso la Galleria del Palazzo Ducale, presentata da Luigi Tallarico, e nella mostra A+B+C/= F Futurismo, presentata da Philippe Daverio.
Ha realizzato la XII edizione di Tende al Mare a Cesenatico, manifestazione ideata da Dario Fo.
Realizza una scultura pubblica nella città di Alessandria.
Nel 2011 la mostra sul futurismo italiano gli dedica una sala al Guangdong Art Museum di Canton ed esposta in precedenza al NAMOC di Pechino
Ha esposto nei padiglioni regionali Emilia-Romagna e Piemonte della 54ª Biennale di Venezia, al Museo di Santa Giulia di Brescia, alla Fondazione Palmieri a Lecce, al MACRO, alla Sala Santa Rita e all'Auditorium Conciliazione a Roma.
La ricerca più recente lo ha portato ad indagare sul sociale realizzando la mostra Touroperator, un progetto realizzato con il legno degli scafi dei migranti approdati a Lampedusa, nel settembre 2015 ottiene dal Tribunale di Agrigento autorizzazione esclusiva, mai concessa prima, per potere prelevare gli scafi dei migranti detenuti nell'ex base militare Loran di Lampedusa per realizzare il progetto artistico Touroperator.
Esposta per la prima volta nel 2016 ai Musei di San Domenico a Forlì, la mostra Touroperator poi prosegue al Parlamento Europeo a Bruxelles e continua il suo percorso in vari musei, fondazioni e spazi istituzionali arrivando nel 2022 alla sua quattordicesima esposizione istituzionale presso i Magazzini del Sale di Cervia
Ad aprile 2020 il presidente David Sassoli ha concesso alla mostra Touroperator e agli eventi ad essa collegati, l'alto patrocinio del Parlamento europeo.
La "Rotonda dei Fiori" è un'opera monumentale di arte urbana alle porte della città di Forlìrealizzata nel 2021. Mentre la continua ricerca del colore e della forma lo porta nel 2022 ad esporre alla Galleria Comunale Leonardo Da Vinci di Cesenatico con la mostra Tra Sogno e Realtà a cura di Francesca Caldari.